# Línea 601 (Interurbanos Madrid)
La línea 601 de la red de autobuses interurbanos de Madrid unía la terminal de autobuses de Moncloa con El Pardo y Mingorrubio.

## Características
Estaba operada por la empresa Alacuber mediante concesión administrativa del Consorcio Regional de Transportes de Madrid. En realidad, no se debía considerar a esta línea como interurbana, ya que El Pardo pertenece al distrito de Fuencarral-El Pardo, situado dentro del término municipal de Madrid.
Los servicios nocturnos con inicio/destino Moncloa, realizaban parada en la calle Princesa junto al Ministerio del Aire.

### Fin de la concesión
La concesión bajo la que se encuentra esta línea, la VCM-600 Madrid - El Pardo finalizó. Las dos líneas que contenía, la línea 601 y la línea 602 pasaron a realizarse por la EMT, con la numeración 164 y 179 respectivamente. Además se creó la línea N31 entre Moncloa y El Pardo.

### Frecuencias
| Lunes a viernes laborables (1 sept. - 31 julio) |                    |
| De 6:25 a 24:00                                 | cada 10-15 minutos |
| Lunes a viernes laborables (Agosto)             |                    |
| De 6:24 a 23:30                                 | cada 15-16 minutos |
| A 24:00                                         |                    |
| Sábados laborables                              |                    |
| De 6:25 a 24:00                                 | cada 15-25 minutos |
| Domingos y festivos                             |                    |
| De 7:15 a 21:30                                 | cada 22-23 minutos |
| De 22:00 a 24:00                                | cada 15 minutos    |
| Diario                                          |                    |
| A 1:00                                          |                    |
| Viernes, sábados y vísperas de festivos         |                    |
| A 2:00 - 3:00 - 5:00                            |                    |

| Lunes a viernes laborables (1 sept. - 31 julio) |                    |
| De 6:00 a 23:30                                 | cada 10-15 minutos |
| Lunes a viernes laborables (Agosto)             |                    |
| De 6:00 a 23:04                                 | cada 15-16 minutos |
| A 23:30                                         |                    |
| Sábados laborables                              |                    |
| De 6:00 a 23:30                                 | cada 15-25 minutos |
| Domingos y festivos                             |                    |
| De 6:48 a 21:05                                 | cada 22-23 minutos |
| De 21:30 a 23:30                                | cada 15 minutos    |
| Diario                                          |                    |
| A 0:30                                          |                    |
| Viernes, sábados y vísperas de festivos         |                    |
| A 1:30 - 2:30 - 3:45                            |                    |

## Recorrido y paradas

### Sentido Mingorrubio
| Código                                                     | Parada                                      | Común con                                        | Conexiones con Metro |
| ---------------------------------------------------------- | ------------------------------------------- | ------------------------------------------------ | -------------------- |
| 17480                                                      | Intercambiador de Moncloa (dársena 35)      | 657A 658A                                        | Moncloa              |
| Cabecera de las expediciones que salen desde la superficie |                                             |                                                  |                      |
| 6003                                                       | Moncloa (Ministerio del Aire)               | 651 652 654 655 656 656A 657 658A N901 N902 N906 | Moncloa              |
| Paradas del itinerario normal                              |                                             |                                                  |                      |
| 1330                                                       | Cardenal Cisneros                           | 83 133 162                                       |                      |
| 1332                                                       | Escuela Agronómica                          | 83 133 162                                       |                      |
| 1334                                                       | Palacio de la Moncloa                       | 83 133 162                                       |                      |
| 1336                                                       | Filosofía B-Estadística                     | 83 133 162                                       |                      |
| 1338                                                       | Veterinaria                                 | 83 133 162                                       |                      |
| 1341                                                       | Parque Deportivo Puerta de Hierro           | 83 133                                           |                      |
| 1343                                                       | Instituto Llorente                          | 83 133                                           |                      |
| 5793                                                       | Escuela ESCP                                | 83 133                                           |                      |
| 6315                                                       | Ctra. M605 - El Tejar de Somontes           | 602                                              |                      |
| 6316                                                       | Ctra. M605 - Club Somontes                  | 602                                              |                      |
| 6317                                                       | Ctra. M605 - Puente                         | 602                                              |                      |
| 6318                                                       | Ctra. M605 - Parque de Transmisiones        | 602                                              |                      |
| 6319                                                       | Ctra. M605 - Cuartel de Transmisiones       | 602                                              |                      |
| 10887                                                      | Ctra. Fuencarral - Las Monjas               | 602                                              |                      |
| 6320                                                       | P.º El Pardo - Plaza El Pardo               | 602                                              |                      |
| 6321                                                       | P.º El Pardo - Cuartel del Rey              | 602                                              |                      |
| 6322                                                       | P.º El Pardo - Cuartel Príncipe de Asturias | 602                                              |                      |
| 6323                                                       | Ctra. El Pardo Colmenar Viejo - Mingorrubio | 602                                              |                      |
| 6324                                                       | Ctra. El Pardo Colmenar Viejo - Cementerio  | 602                                              |                      |

### Sentido Moncloa
| Código                                                     | Parada                                      | Común con                                        | Conexiones con Metro |
| ---------------------------------------------------------- | ------------------------------------------- | ------------------------------------------------ | -------------------- |
| 6324                                                       | Ctra. El Pardo Colmenar Viejo - Cementerio  | 602                                              |                      |
| 6325                                                       | Ctra. El Pardo Colmenar Viejo - Mingorrubio | 602                                              |                      |
| 6326                                                       | P.º El Pardo - Cuartel Príncipe de Asturias | 602                                              |                      |
| 6327                                                       | P.º El Pardo - Cuartel del Rey              | 602                                              |                      |
| 6328                                                       | P.º El Pardo - Plaza El Pardo               | 602                                              |                      |
| 6329                                                       | Av. Guardia - Las Monjas                    | 602                                              |                      |
| 6330                                                       | Av. Guardia - Cuartel de Transmisiones      | 602                                              |                      |
| 6331                                                       | Ctra. M605 - Parque de Transmisiones        | 602                                              |                      |
| 6332                                                       | Ctra. M605 - Puente                         | 602                                              |                      |
| 6333                                                       | Ctra. M605 - Club Somontes                  | 602                                              |                      |
| 6334                                                       | Ctra. M605 - El Tejar de Somontes           | 602                                              |                      |
| 1346                                                       | Centro de Estudios Europe                   | 83 133                                           |                      |
| 1344                                                       | Instituto Llorente                          | 83 133                                           |                      |
| 1342                                                       | Parque Deportivo Puerta de Hierro           | 83 133                                           |                      |
| 23                                                         | Filosofía B-Estadística                     | 83 133 162                                       |                      |
| 1335                                                       | Palacio de la Moncloa                       | 83 133 162                                       |                      |
| 1333                                                       | Escuela Agronómica                          | 83 133 162                                       |                      |
| Terminal de las expediciones que terminan en la superficie |                                             |                                                  |                      |
| 6003                                                       | Moncloa (Ministerio del Aire)               | 651 652 654 655 656 656A 657 658A N901 N902 N906 | Moncloa              |
| Terminal del itinerario normal                             |                                             |                                                  |                      |
| 17480                                                      | Intercambiador de Moncloa (dársena 35)      | 657A 658A                                        | Moncloa              |

## Galería de imágenes

Mapa de la distribución de dársenas del intercambiador de Moncloa con la distribución de cabeceras de las líneas de autobuses, entre las que aparece la línea 601.